# 카사 로사다

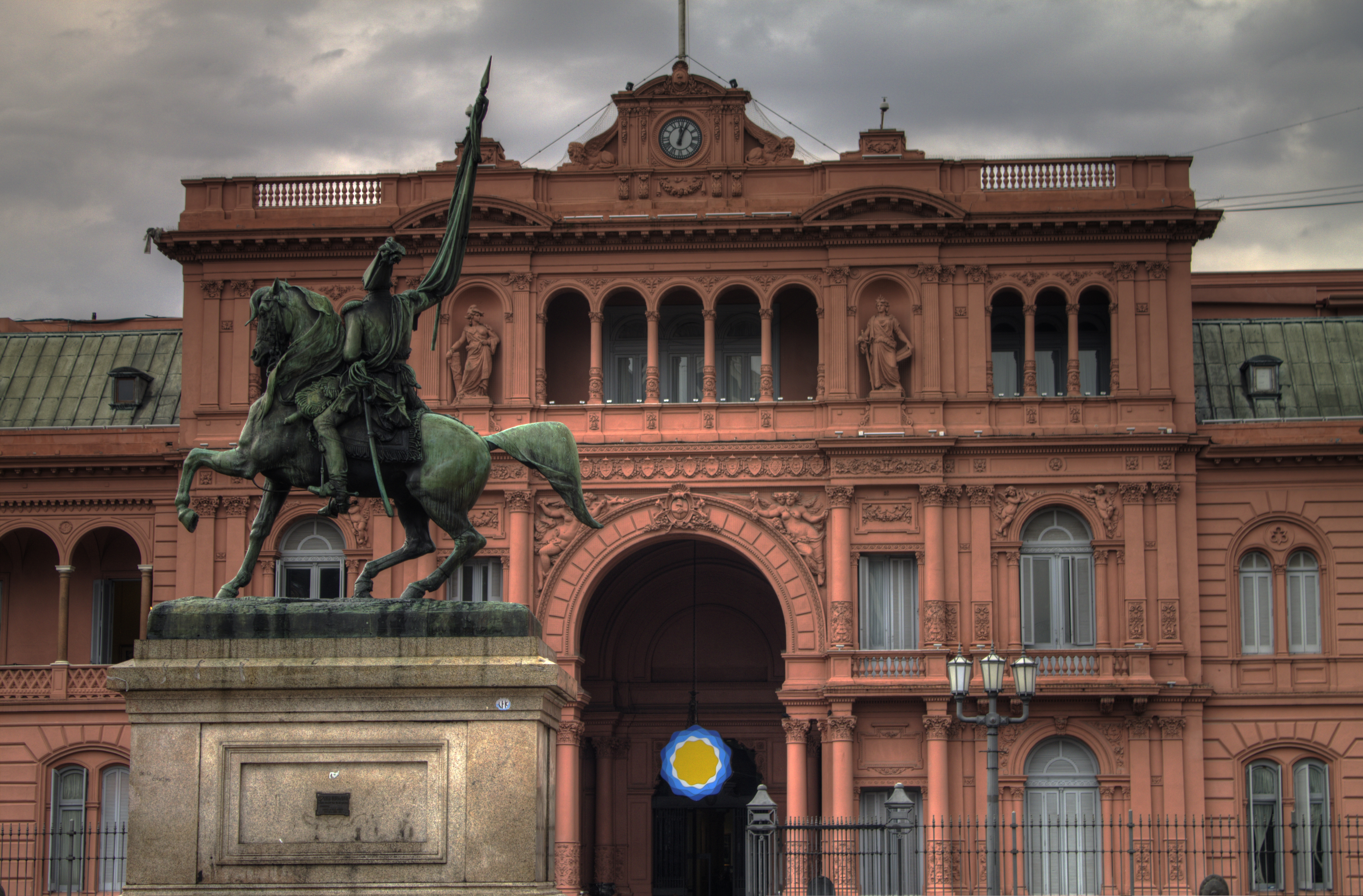
아르헨티나 대통령궁 카사 로사다

카사 로사다(스페인어: Casa Rosada)는 아르헨티나 부에노스아이레스에 있는 건물로 한국어로 풀이하면 "분홍빛의 저택"이라는 뜻이다. 공식적으로는 정부 청사(Casa de Gobierno) 또는 대통령궁(Palacio Presidencial)이라고 불리는 행정부의 중심 건물이다.
카사 로사다는 부에노스아이레스 5월 광장(Plaza de Mayo) 동쪽에 있다. 현재의 건물은 1873년에 지어진 것으로 원래의 건물에 우체국과 성채가 보강됐다. 발코니는 광장을 마주하고 있는 것이 특징이다. 1998년 교황 요한 바오로 2세가 아르헨티나를 방문했을 당시에는 외관에 대한 추가적인 보수 공사가 단행되었다.
전체적으로 건물빛은 밝은 분홍빛을 띠며 광장 쪽은 좀 더 진한 빛을 띤다. 현재는 대대적인 보수에 임하고 있으며 대개 색채 보수에 관한 경우가 많다. 1957년에는 대통령 기념품과 띠, 지휘봉, 책, 가구, 마차 3대와 같이 선별된 소지품을 전시하기 위해 역사 박물관이 만들어졌다.

## 같이 보기
- 아르헨티나 국회 궁전